# سيدريك برونر
سيدريك برونر (17 فبراير 1994 بتسوليكون في سويسرا - ) هو لاعب كرة قدم سويسري في مركز الوسط. لعب مع نادي زيورخ.

## وصلات خارجية
- سيدريك برونر على موقع الاتحاد الأوربي (الإنجليزية)
- سيدريك برونر على موقع قاعدة بيانات كرة القدم.إي يو (الإنجليزية)
- سيدريك برونر على موقع Soccerway.com (الإنجليزية)
- سيدريك برونر على موقع عالم كرة القدم.نت (الإنجليزية)
- سيدريك برونر على موقع AS.com (الإسبانية)